# Campiña de Jerez
La Campiña de Jerez es una de las seis comarcas de la provincia de Cádiz, en Andalucía. Comprende los municipios de Jerez de la Frontera y San José del Valle. El territorio de la comarca corresponde al anterior término municipal de la ciudad jerezana, antes de la disgregación de San José del Valle.

## Situación geográfica
Limita al norte con el Bajo Guadalquivir, en la provincia de Sevilla, al oeste con la comarca de la Costa Noroeste de Cádiz, al sur con la Bahía de Cádiz y La Janda, y al este con la Sierra de Cádiz y la Serranía de Ronda, en la provincia de Málaga.
| Noroeste: Costa Noroeste de Cádiz             | Norte: Bajo Guadalquivir | Noreste: Sierra de Cádiz   |
| Oeste: Costa Noroeste de Cádiz Bahía de Cádiz |                          | Este: Serranía de Ronda    |
| Suroeste Bahía de Cádiz                       | Sur: La Janda            | Sureste: Serranía de Ronda |

## Integrantes
La comarca está compuesta, además de por el municipio de San José del Valle, por el municipio de Jerez de la Frontera, que es el más poblado de la provincia. En su término, además de la ciudad, se encuentran siete localidades pedáneas: La Barca de la Florida, Estella del Marqués, El Torno, Guadalcacín, Nueva Jarilla, San Isidro del Guadalete y Torrecera.
| Escudo           | Municipio            | Población (2022) | Superficie (km²) | Densidad (hab./km²) |
| ---------------- | -------------------- | ---------------- | ---------------- | ------------------- |
|                  | Jerez de la Frontera | 212.730          | 1188,23          | 179                 |
|                  | San José del Valle   | 4.453            | 224,01           | 19,8                |
| Campiña de Jerez | Campiña de Jerez     | 217.183          | 1412,24          | 153,7               |

## Historia

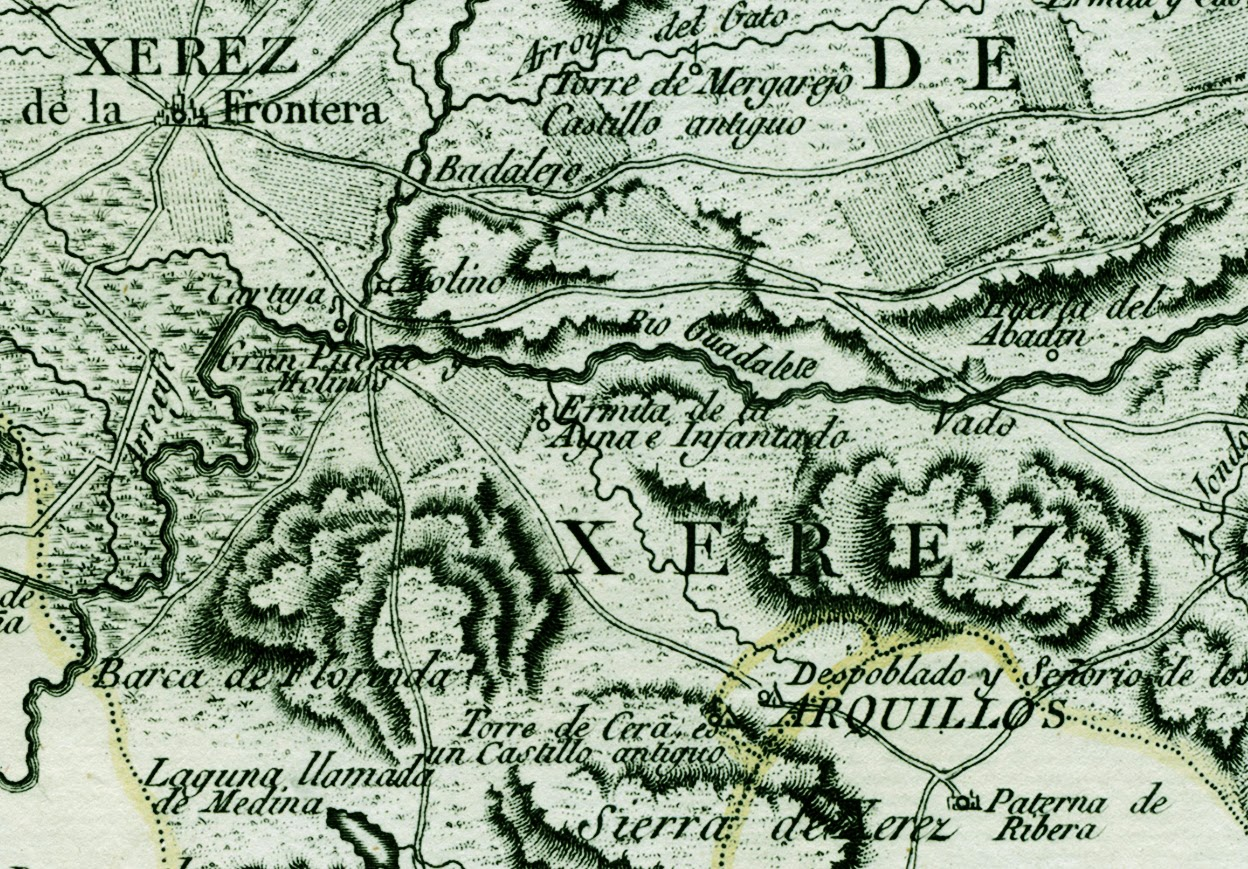
Detalle de la campiña en mapa de Francisco Zarzana en 1787

Existen restos arqueológicos diseminados por la comarca, destacando los relacionados con Asta Regia y una importante serie de fortalezas, torreones y atalayas muchas veces levantados sobre construcciones previas, así como importantes vías de comunicación.
Entre 1940 y 1950 el Instituto Nacional de Colonización creó ocho nuevos núcleos rurales en la Campiña:
- El Torno (que junto a la Barca fueron las primeras experiencias en este sentido en España)
- La Barca de la Florida
- Majarromaque
- Cortijo de Revilla (posteriormente San Isidro del Guadalete)
- Torrecera
- Estella del Marqués
- Guadalcacín
- Nueva Jarilla

## Economía
Su agricultura es famosa mundialmente por la denominación de origen de su vino, el jerez, cultivado en el triángulo formado entre Jerez de la Frontera, Sanlúcar de Barrameda y El Puerto de Santa María. Sin embargo, de la uva de los casi 400 pagos que la componen también se crían otros vinos como los Vinos de la Tierra de Cádiz. También su pone a la venta mosto en establecimientos hosteleros rurales.

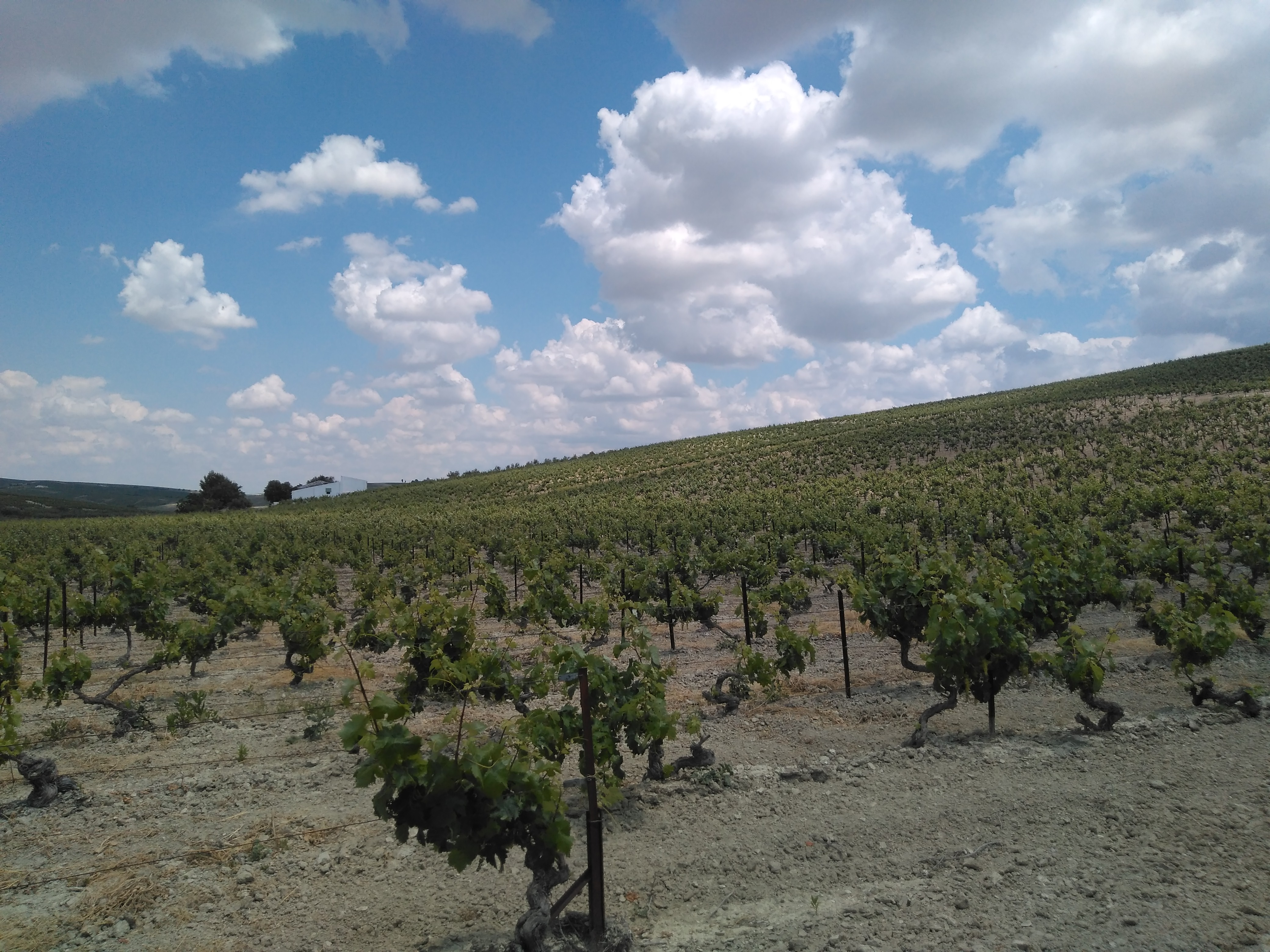
Viñedos

Otros importantes cultivos del territorio son el algodón y la remolacha, cultivos dependientes del regadío en la zona.
Igualmente, poco a poco se van fomentando el uso turístico de sus recursos naturales.
Alguna entidades, como el "Grupo de Desarrollo Rural Campiña de Jerez", entidad gestora del Destino 'Campiña de Jerez' aúna esfuerzos por el desarrollo de la zona.

## Geografía
La comarca de la Campiña de Jerez está cruzada por el río Guadalete. Además, en su territorio se encuentran diversos humedales, como las lagunas de Medina y de Torrox. También se encuentran los Montes de Propio, englobados en el parque natural de Los Alcornocales.
En el Calcolítico al zona estaba inundada, formando un mar interior o laguna

## Naturaleza

### Fauna
Aunque es una zona que no destaca especialmente por su fauna sí que existen diversas especies adaptadas al entorno

### Flora
La zona tiene diversas plantas autóctonas, como el palmito.

## Otros

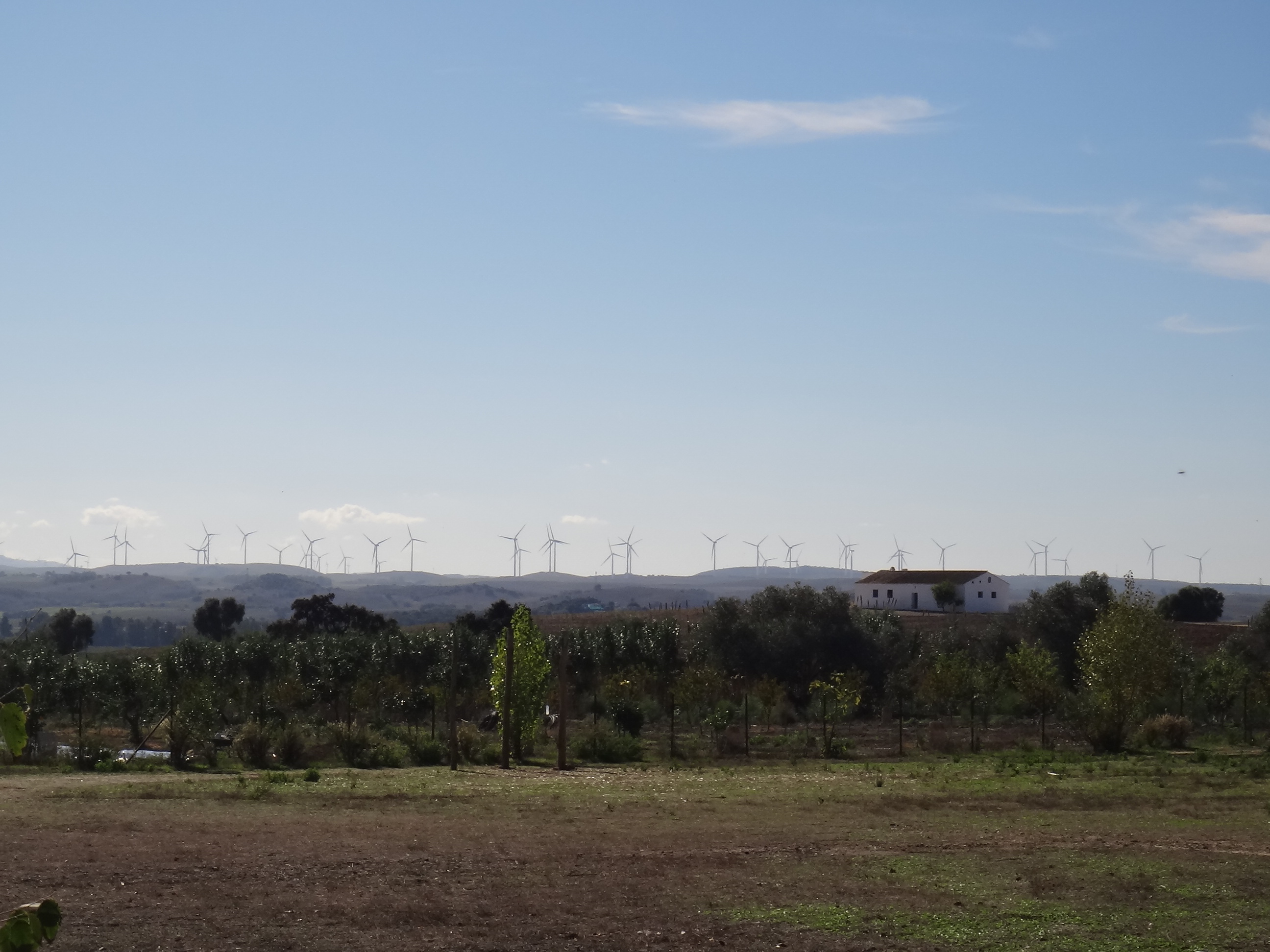
Aerogeneradores en la Campiña de Jerez.

La Campiña de Jerez forma parte de la Diócesis de Asidonia-Jerez, bajo la jurisdicción eclesiástica del obispado homónimo, mientras que parte de la ciudad de El Puerto y el municipio de San José del Valle están integrados en la Diócesis de Cádiz y Ceuta, bajo la jurisdicción del obispado homónimo, ambos sufragáneos del Arzobispado de Sevilla.
La ciudad de Jerez de la Frontera está englobada a la Mancomunidad de Municipios Bahía de Cádiz, mientras que San José del Valle forma parte de la Mancomunidad de Municipios de la Comarca de La Janda. Jerez de la Frontera es cabeza del partido judicial n.º 7 de la provincia de Cádiz, bajo cuya jurisdicción se encuentra también San José del Valle.
La riqueza cultural de la comarca se refleja también en el lenguaje, con multitud de términos propios para rutinas que se han realizado durante décadas en los campos jerezanos.
La construcción de la Carretera de Cortes (A-2003) a principios del siglo XIX facilitó enormemente las comunicaciones a lo largo de la campiña
Hay diversas asociaciones que luchan por visualizar los problemas comunes de la zona.

## Galería

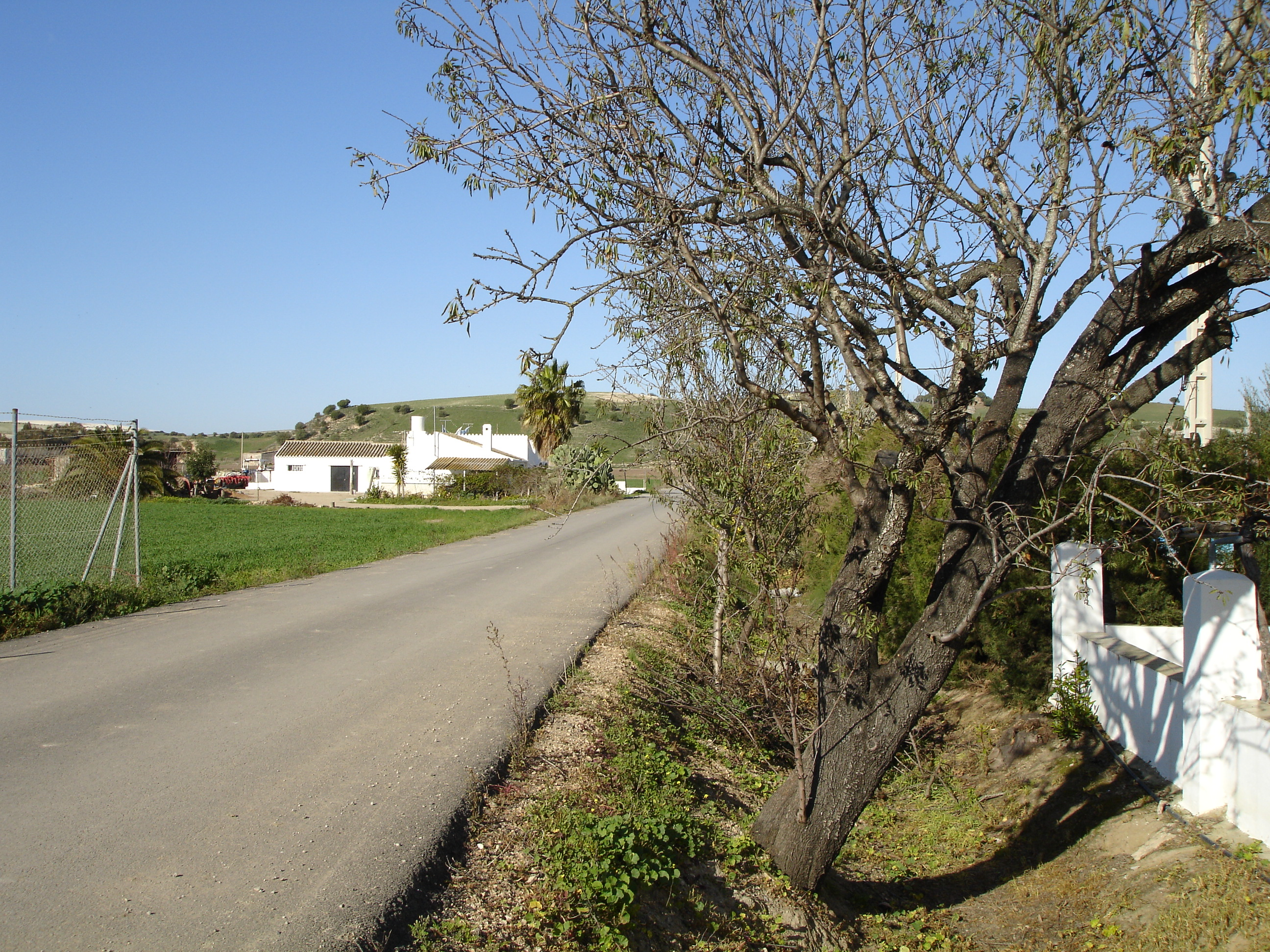
La Greduela
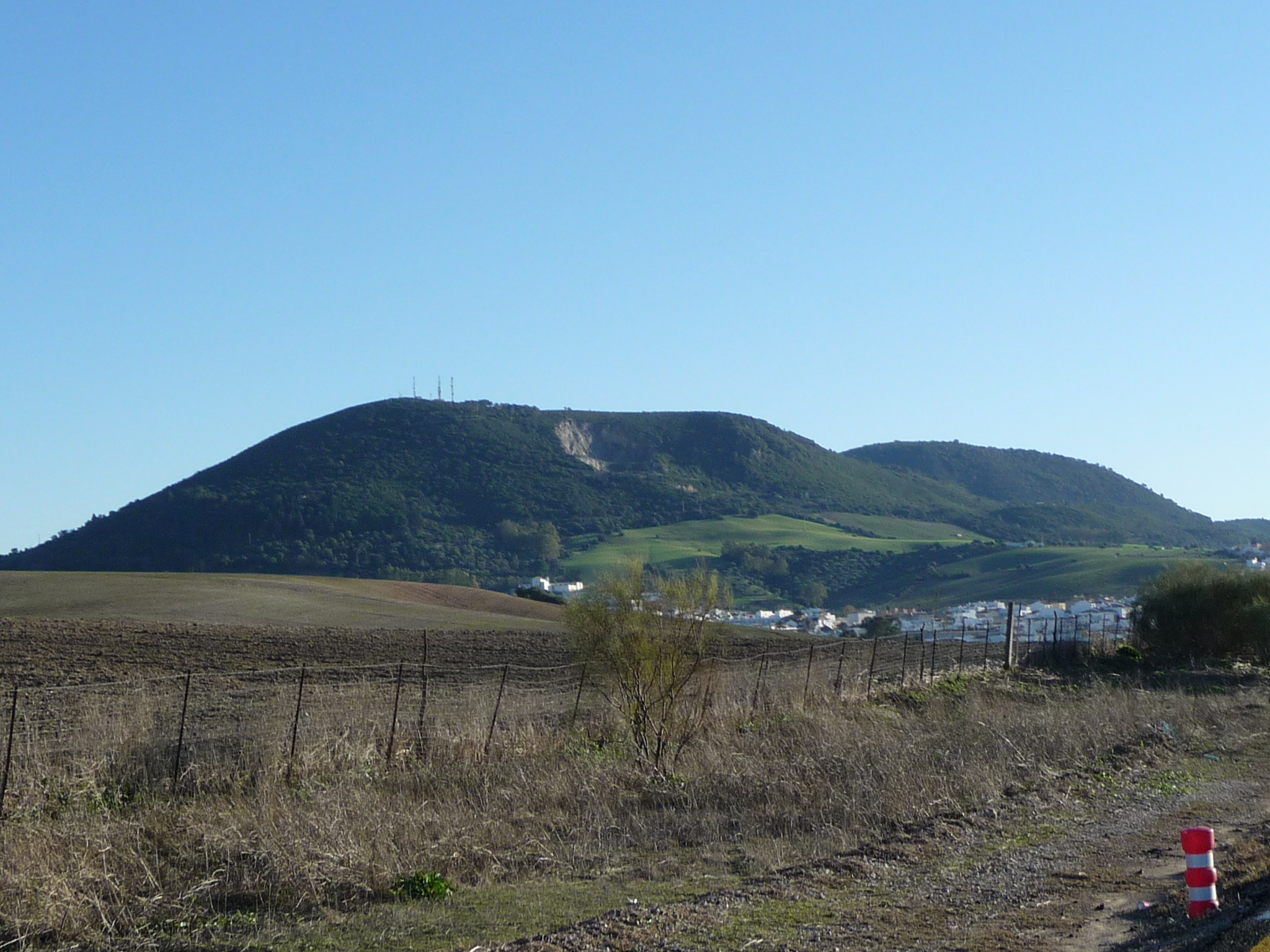
San José del Valle
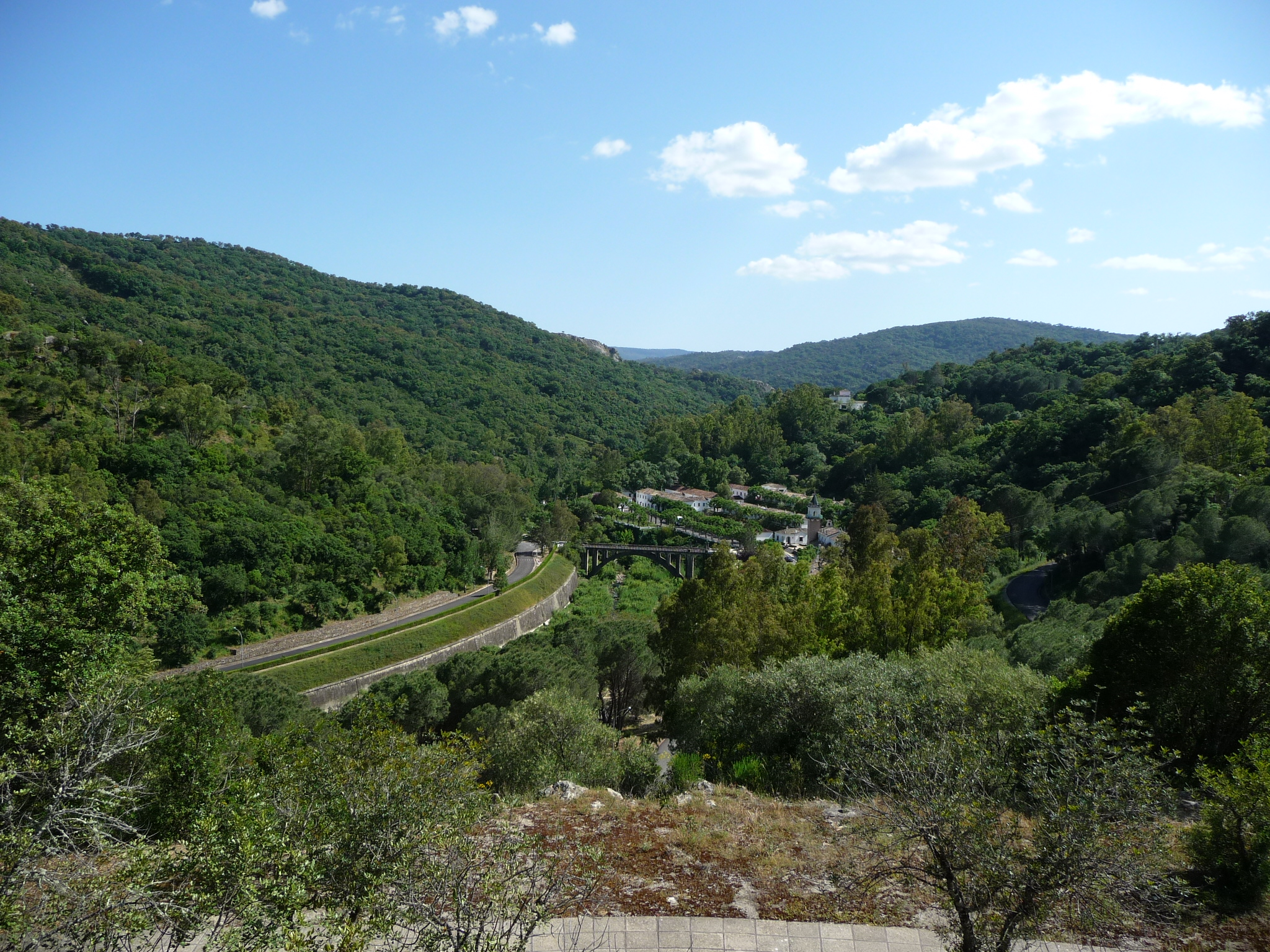
Embalse de Los Hurones
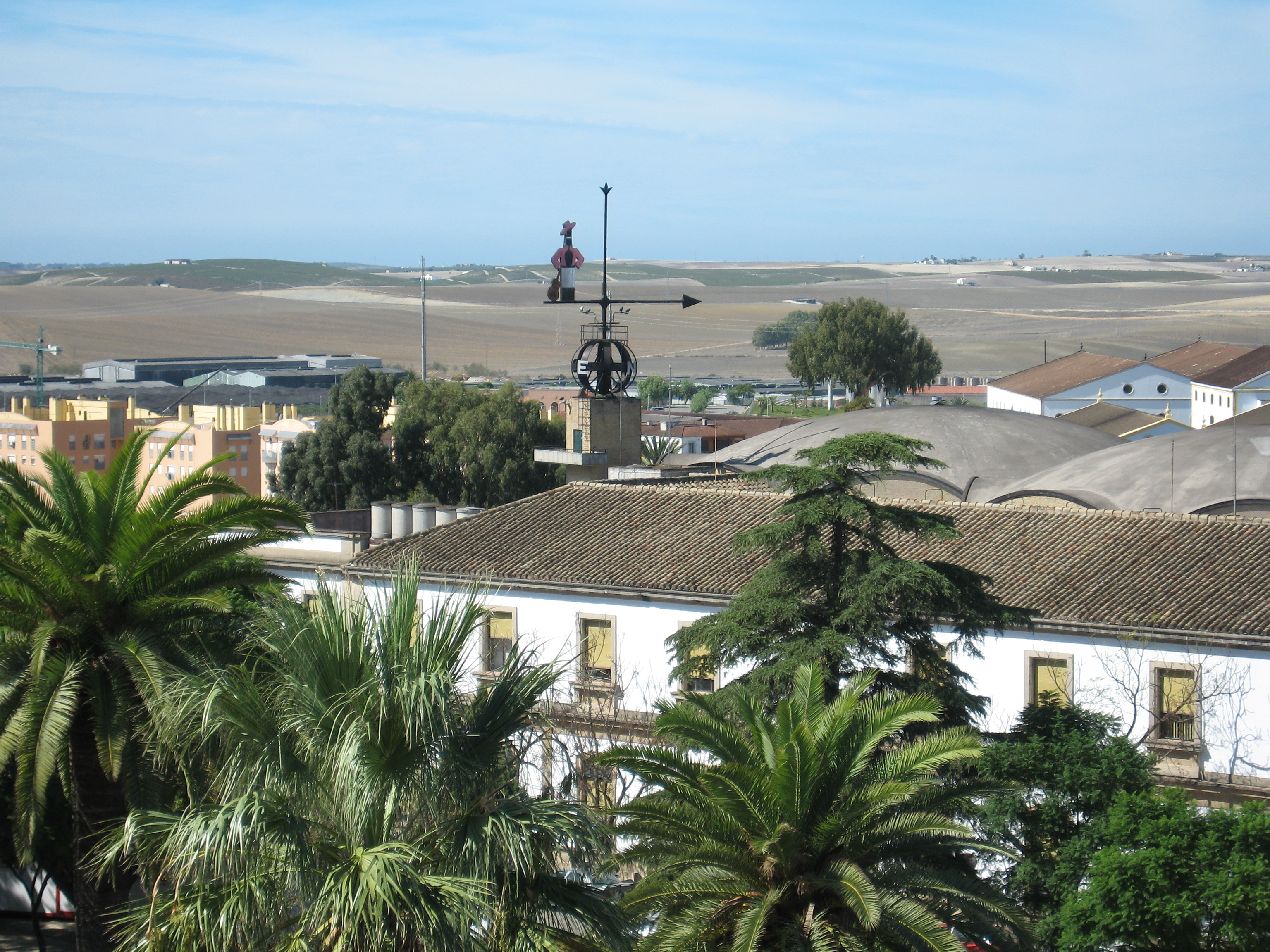
Vista de la campiña desde el Alcázar de Jerez